# Ute Lohse
Ute Lohse (* 4. September 1941 in Straßburg (Elsass); † 23. November 2022 in Halle (Saale)) war eine deutsche Künstlerin.

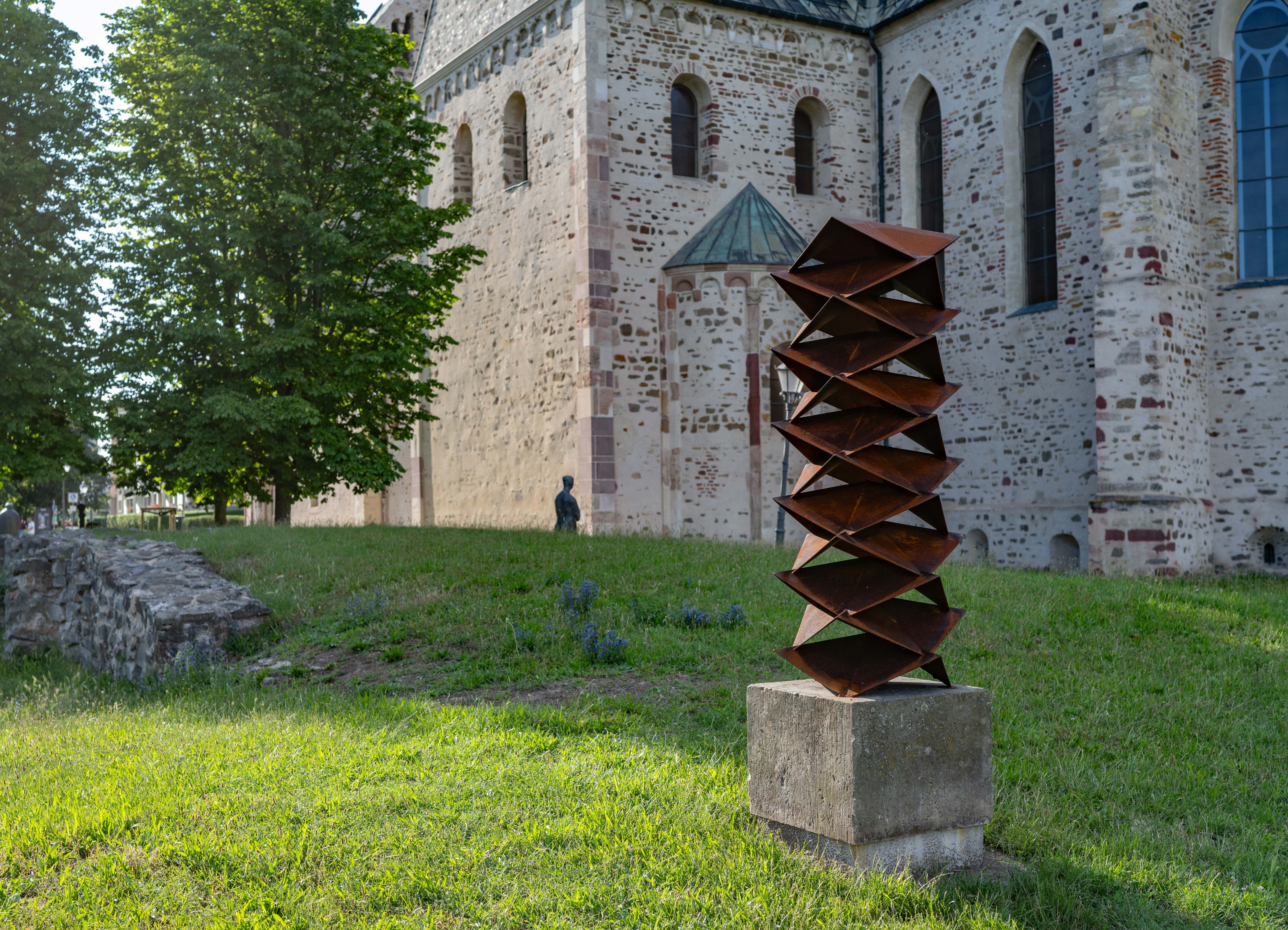
Variante für einen Säulenwald (2022), Kunstmuseum Magdeburg

## Leben
Ute Lohse wuchs in Zwickau auf. Sie absolvierte von 1958 bis 1961 in Zwönitz und Thalheim eine Lehre als Feinmechanikerin. Von 1961 bis 1964 arbeitete sie am Physikalischen Institut der Karl-Marx-Universität Leipzig als Mechanikerin. 1963 erwarb sie in Leipzig an der Abendoberschule das Abitur. Von 1965 bis 1971 studierte sie in der Fachrichtung Technische Formgestaltung der Hochschule für Industrielle Formgestaltung Halle – Burg Giebichenstein. 1965/1966 machte sie in Bürgel eine Lehre als Töpferin bei Walter Gebauer, 1966 belegte sie auf der „Burg“ das Fach Industrielle Gefäßgestaltung bei Erika Gravenstein, Ilse Decho und Hans Merz. Ihr Diplom machte sie als Keramikerin. Von 1974 bis 1982 arbeitete sie freischaffend in einer Werkstattgemeinschaft mit Gertraud und Martin Möhwald (* 1954) im halleschen Stadtteil Kröllwitz. Dann hatte sie – ebenfalls in Kröllwitz – eine eigene Werkstatt. Von 1974 bis 1990 gehörte sie dem Verband Bildender Künstler der DDR an. 1984 und 1993 nahm sie am Internationalen Keramiksymposium in Römhild teil. Sie engagierte sich unter anderem bei den halleschen Frauen für den Frieden.   2015 wurde sie Mitglied der Akademie der Künste Sachsen-Anhalt.
Sie verstarb nach kurzer, schwerer Krankheit.

## Öffentliche Sammlungen mit Werken Ute Lohses
- Halle/Saale: Kunstmuseum Moritzburg
- Magdeburg: Kunstmuseum Magdeburg

## Werke (Auswahl)

### Werke im öffentlichen Raum und architekturbezogene Werke
- Keramikwand, Klubhaus der Gewerkschaften, Halle (1979)
- Keramikfries, Schwimmhalle, Leuna (1984)
- Innenhofgestaltung (Granit, Porphyr), Institut für Pflanzenbiochemie, Halle (1994)
- Wand- und Flurgestaltung (Semifresko), Arbeitsamt, Halberstadt (1997)
- Fensterflächenobjekt (Metall), Baudezernat, Dessau (1999)
- Wandgestaltung (Holz, Lack), Justizzentrum, Halle (2000)
- Terrakelum (Betonelemente), Helios-Klinik, Schkeuditz (2005)

### Gefäßkeramik
- Suppentassen mit Untertasse und Schale (1982, Ton, freigedreht; auf der IX. Kunstausstellung der DDR)[5]

## Ausstellungen (unvollständig)

### Personalausstellungen
- Otto Möhwald –  Grafik, Ute Lohse – Keramik, Galerie unter den Linden, Berlin (1987)
- Ute Lohse – Keramik, Galerie Stula, Hannover (1989)

### Teilnahme an Ausstellungen
- Bezirkskunstausstellungen Halle (1974 und 1979)
- „Rechenschaftsausstellung des Verbandes Bildender Künstler der DDR, Bezirk Halle. Zu Ehren des 25. Jahrestages der DDR“;  Staatliche Galerie Moritzburg Halle/Saale (1975)

- „Keramik in der DDR 1970-1980“, Kloster unserer Lieben Frauen, Magdeburg (1980)
- Biennale Internationale de Céramique, Vallauris (1982, 1992)
- „Gertraud Möhwald und ihre Schüler“, Galerie unter den Linden, Berlin (1982)
- IX. und X. Kunstausstellung der DDR, Dresden (1982/83 bzw. 1987/1989)
- „Zeitgenössische Keramik aus der Deutschen Demokratischen Republik“, Keramion, Frechen (1987)
- Configura 1: Kunst in Europa, Erfurt (1991)
- Triennale „Kunst aus Ton – Wege“, Kloster unserer lieben Frauen, Magdeburg (1993)
- „MathematiKeramiK“, Halle (2002)
- „50 von 100. Wege des BURG-Jahrgangs 1965“, Kunstverein Talstraße, Halle/Saale (2015)